# Тионилфторид
Тионилфторид — неорганическое соединение,
фторангидрид сернистой кислоты
с формулой SOF2,
бесцветный газ.

## Получение
- Реакция тионилхлорида и фтористого водорода:

{\displaystyle {\mathsf {SOCl_{2}+2HF\ {\xrightarrow {SbF_{5}}}\ SOF_{2}+2HCl}}}
- Добавление тионилхлорида к суспензии фторида натрия в ацетонитриле:

{\displaystyle {\mathsf {SOCl_{2}+2NaF\ {\xrightarrow {}}\ SOF_{2}+2NaCl}}}

## Физические свойства
При нормальных условиях представляет собой бесцветный газ с удушливым запахом, который хранят под давлением в стальных баллонах.
Не разъедает стекло.
Медленно гидролизуется в воде.
Растворяется в бензоле, диэтиловом эфире, хлороформе, ацетоне.

## Химические свойства
- Термически устойчив до температуры красного каления.
- Медленно гидролизуется водой:

{\displaystyle {\mathsf {SOF_{2}+H_{2}O\ {\xrightarrow {}}\ SO_{2}\uparrow +2HF}}}